# Brachydesmus subterraneus
Brachydesmus subterraneus är en mångfotingart som beskrevs av Heller 1858. Brachydesmus subterraneus ingår i släktet Brachydesmus och familjen plattdubbelfotingar. Utöver nominatformen finns också underarten B. s. tenebrarum.